# Oh! Production
Oh! Production (OH!プロダクション,?, Ō Purodakushon), chiamato anche Oh! Pro, è uno studio di animazione giapponese fondato nel maggio 1970 da Kōichi Murata e Kazuo Komatsubara, tuttora impegnato a collaborare con le più importanti compagnie del settore, quali Toei Animation, Nippon Animation e Studio Ghibli. Lo studio ha sede a Tokyo in un vecchio edificio che si compone di pochissime stanze a disposizione dei dipendenti.

## Filmografia essenziale
- (1970) In tv: L'uomo tigre, Mimì e la nazionale di pallavolo, Gegege no Kitarō, Ryu il ragazzo delle caverne
- (1971) In tv: Tensai Bakabon, Le avventure di Lupin III
- (1972) In tv: Devilman, Akado Suzunosuke; Cortometraggi: Panda Kopanda
- (1973) Serie tv: Cutie Honey, Cybernella, Microid S, Sam il ragazzo del west, Yamanezumi Rocky Chuck
- (1974) Serie tv: Getter Robot, Heidi
- (1975) Serie tv: Getter Robot, UFO Robot Goldrake, Il fedele Patrash, Don Chuck Castoro
- (1976) Serie tv: Gakeen, Marco, Bambino Pinocchio
- (1977) Serie tv: Capitan Harlock, Balatack, Jacky l'orso del monte Tallack, Le nuove avventure di Lupin III
- (1978) Serie tv: Galaxy Espress, Peline Story, Conan il ragazzo del futuro
- (1979) Serie tv: Anna dai capelli rossi, Doraemon; Film: Il castello di Cagliostro
- (1982) Serie tv: Wagahai wa Neko dearu, Lucy May, Fukuchan; Film: Goshu il violoncellista, Capitan Harlock - L'Arcadia della mia giovinezza
- (1983) Serie tv: Là sui monti con Annette, Bembem Hunter, Memole, Manga Esopo Monogatari
- (1984) Serie tv: Dolce Kathy, Makiba no Shōjo Katori, L'incorreggibile Lupin, Il fiuto di Sherlock Holmes; Film: Nausicaä della Valle del vento
- (1985) Serie tv: Juni peperina inventatutto, Lovely Sarah, Musashi no Ken
- (1986) Serie tv: Maple Town, Pollyanna, Uchu Sen Sagittarius, Il favoloso mondo di Talpilandia; Film: Laputa - Castello nel cielo
- (1987) Serie tv: Evviva Maple Town, Una per tutte e tutte per una, Bikkuriman; Film: Devilman
- (1988) Serie tv: Piccolo Lord, Shin Grimm Meisaku Gekijō, Moeru Oni-san, Oishinbo; Film: Akira, Una tomba per le lucciole
- (1989) Serie tv: Shin Bikkuriman; Peter Pan, Ginger ragazza del jūdō, Chibi Maruko-chan; Film: Kiki - Consegne a domicilio
- (1990) Serie tv: Papà Gambalunga, Chibi Maruko-chan, Heisei Tensai Bakabon, Cantiamo insieme, Idol Angel Yōkoso Yōko
- (1991) Film: Go Nagai World, Omohide poro poro
- (1992) Serie tv: Sailor Moon, Le voci della savana, Shin Chan; Film: Little Twins, Porco Rosso, Giant Robot, Goldfish Warning!, Hashire Melos
- (1993) Serie tv: Sailor Moon R, Una classe di monelli per Jo, Umi ga kikoeru
- (1994) Serie tv: Sailor Moon S, Un oceano di avventure, Montana Jones; Film: Heisei tanuki kassen ponpoko
- (1995) Serie tv: Chibi Maruko-chan, Sailor Moon Super S, Romio no aoi sora, Neon Genesis Evangelion, Fushigi Yūgi
- (1996) Serie tv: Chibi Maruko-chan, Remi, Film: X, New Kimagure Orange Road: Summer's Beginning
- (1997) Serie tv: Lassie, Chūka Ichiban, Chō Mashin Eiyūden Wataru; Film: Princess Mononoke
- (1998) Serie tv:, Chō Mashin Eiyūden Wataru; Film: Kōji Kōji, Chinese Ghost Story, Spriggan, Crayon Shin-chan - Dengeki! Buta no Hizume dai sakusen, Detective Conan: L'asso di picche
- (1999) Serie tv: Mito no Daibōken, D4 Princess; Film: Marco – Haha wo tazunete sanzenri
- (2000) Film: Hero hero-kun
- (2001) Serie tv: Shaman King: Film: Metropolis, La città incantata, Digimon Adventure 02: Diablomon Strikes Back
- (2002) Serie tv: Atashin'chi
- (2003) Serie tv: Fullmetal Alchemist, Di Gi Charat Nyo!; Film: Atashin'chi, Doraemon: Nobita and the Wind Wizard, Crayon Shin-chan - Arashi o yobu - Eikō no Yakuniku Road
- (2004) Film: Doraemon: Nobita's Wannyan Space-Time Odyssey, Crayon Shin-chan - Arashi o yobu! Yūhi no Kasukabe Boys
- (2005) Serie tv: Jigoku Shōjo, Blood+, Magical Canan; Crayon Shin-chan - Densetsu o yobu Buriburi - Sanpun pokkiri dai shingeki
- (2006) Serie tv: Kekkaishi; Film: Doraemon: Nobita's Dinosaur 2006, La ragazza che saltava nel tempo